# Hans von Göeding
Hans Andersson von Göeding, tidigare Giöding, född 8 oktober 1662 i Stockholm, död 19 juni 1719 i Stade, var en svensk ämbetsman.

## Biografi
Hans von Göeding föddes 1662 i Stockholm. Han var son till rådmannen Anders Johansson och Carin Hansdotter Giöding. Von Göeding blev 18 december 1674 student vid Uppsala universitet och blev 1678 kammarskrivare vid Stockholms magistrat. Han blev 10 januari 1687 kammarskrivare i Kammarkollegium och 24 september 1698 generalguvernementskamrer i Bremen och Verden. Von Göeding adlades 8 april 1705 till von Göeding och introducerades 1706 i Sveriges Riddarhus som nummer 1399. Han avled 1719 i Stade.

### Familj
Von Göeding gifte sig 2 december 1690 med Christina Frans (1669–1743), dotter till vice lagmannen Lars Franc i Östergötlands lagsaga och Dorotea Low. De fick tillsammans barnen kammarfröken Dorotea Catharina von Göeding (1691–1743) hos drottning Ulrika Eleonora, Anna Christina von Göeding (1693–1780), studenten Anders von Göeding (1694–1758), Maria Margareta von Göeding (1696–1785) som var gift med kaptenen Gabriel Retzell, Ulrika Charlotta von Göeding (1702–1787), Christina Sofia von Göeding (1703–1703), kopisten Niklas von Göeding (1705–1754) och Sofia Laurina von Göeding (född 1706).